# Élections législatives de 1956 dans le territoire de la Mauritanie
Les élections législatives de 1956 en Martinique sont des élections françaises qui ont eu lieu le 2 janvier 1956  dans le Territoire de la Mauritanie dans le cadre des élections législatives françaises de 1956, sous la IVe République.
Ce sont les dernières élections législatives de la Quatrième république, après les élections de novembre 1946 et de juin 1951.

## Mode de scrutin
Le département n'élisant qu'un seul député, le mode de scrutin est uninominal majoritaire à un tour, le candidat arrivé en tête est élu.

## Élus
| Député sortant         | Parti | Parti          | Député élu ou réélu    | Parti | Parti     |
| ---------------------- | ----- | -------------- | ---------------------- | ----- | --------- |
| N'Diaye Sidi el Moktar |       | UPM (Rép. soc) | N'Diaye Sidi el Moktar |       | UPM (MRP) |

## Résultats

### Résultats à l'échelle du territoire
|          | UPM (MRP) | N'Diaye Sidi el Moktar * | 106 603 | 85,58  |  |  |
|          | EM        | Horma Ould Babana        | 17 371  | 13,95  |  |  |
|          | Ind.      | Mohamed Ould Jiddou      | 585     | 0,47   |  |  |
|          |           |                          |         |        |  |  |
| Inscrits | Inscrits  | Inscrits                 | 217 717 | 100,00 |  |  |
| Votants  | Votants   | Votants                  | 127 480 | 58,55  |  |  |
| Exprimés | Exprimés  | Exprimés                 | 124 559 | 97,71  |  |  |

* Député sortant